# Hogna baltimoriana
Hogna baltimoriana är en spindelart som först beskrevs av Eugen von Keyserling 1877.  Hogna baltimoriana ingår i släktet Hogna och familjen vargspindlar. Inga underarter finns listade i Catalogue of Life.